# Lagoa do Pico da Esperança

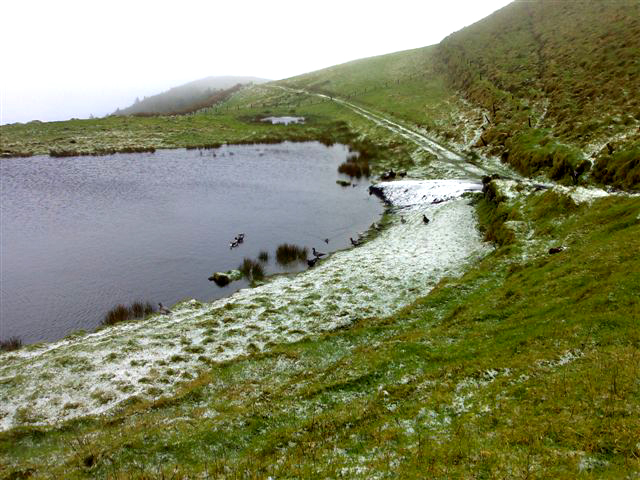
Lagoa do Pico da Esperança, no Inverno, vista parcial.

A Lagoa do Pico da Esperança é uma lagoa portuguesa, localizada na ilha açoriana de São Jorge, arquipélago dos Açores, município de Velas.
Esta lagoa de pequena dimensão sofre de forma acentuada a influência sazonal da precipitação entre o Verão e o Inverno. Localiza-se a cerca de 1080 metros de altitude, sendo a mais alta da ilha de São Jorge.